# 짱 (2018년 영화)
"짱"은 2018년에 개봉한 대한민국의 영화이다.

## 캐스팅
- 문지후 : 김태풍 역
- 이린 : 정상민 역
- 김수경 : 최지우 역
- 위광훈 : 박태산 역
- 박아성 : 최경준 역
- 이상준 : 정민구 역
- 조재현 : 박정태 역
- 장혜민 : 주은지 역
- 도혜빈 : 전유나 역
- 황명환 : 윤익준 역
- 조미녀 : 나공주 역
- 차정환 : 강래호 역
- 조환준 : 최동진 역
- 송병건 : 김민성 역
- 채지원 : 정상미 역
- 정호 : 이근호 역
- 이종신 : 태풍삼촌 역
- 김동욱 : 삼촌부하 역
- 현영균 : 원조남 1 역
- 최현수 : 원조남 2 역
- 최윤빈 : 원조남 3 역
- 문유성 : 염기철역
- 성근우 : 익준친구 역
- 이동규 : 깡패 역
- 조유나 : 여학생 2 역
- 문혜인 : 도우미 1 역
- 하경 : 도우미 2 역
- 김재홍 : 모텔사장 역 (우정출연)
- 이성백 : 빽초크 남 역 (우정출연)
- 김늘메 : 카페사장 역  (특별출연)
- 맹상렬 : 담임선생 역 (특별출연)
- 김유민 : 여학생 1 역 (특별출연)